# 산타아나 스타 센터
산타아나 스타 센터(영어: Santa Ana Star Center)는 미국 뉴멕시코주 리오랜초에 위치한 실내 경기장이다. 과거 D-리그 뉴멕시코 선더버즈와 CHL 뉴멕시코 스콜피언스의 홈경기장으로 사용했다.